# Peter Blau

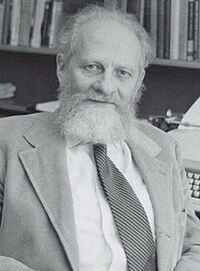
Peter Blau

Peter Michael Blau (* 7. Februar 1918 in Wien; † 12. März 2002 in New York City) war ein US-amerikanischer Soziologe österreichischer Herkunft.

## Leben
Blau war jüdischer Österreicher. Kurz nach seinem Abitur marschierten deutsche Truppen in Wien ein. Bei dem Versuch, vor den Nazis über die tschechische Grenze zu fliehen, wurde Blau gestellt. Er wurde zwei Monate lang in einem grenznahen Gefangenenlager festgehalten, bis ihn ein gutmütiger deutscher Offizier dort entließ. 1939 emigrierte er zunächst nach Frankreich, wo er durch die französische Armee nach Bordeaux gebracht wurde, um dort Weintrauben zu verarbeiten. Von hier aus ging er nach Le Havre, von wo aus er in die Vereinigten Staaten übersetzen wollte. In Le Havre lernte er einige Absolventen des theologischen Elmhurst Colleges kennen. Blau selbst war stets Atheist. 1942 wurden seine Eltern im KZ Auschwitz ermordet.
Nach dem Erhalt der US-amerikanischen Staatsbürgerschaft nahm er als Armeeangehöriger von 1943 bis 1945 am Kriegseinsatz in Europa teil, wofür er eine militärische Auszeichnung erhielt.

### Wissenschaftliche Laufbahn
Blau erhielt in Le Havre von Absolventen des Elmhurst Colleges ein Stipendium. In New York traf er auf Paul Lehman, den Sohn des Elmhurst-College-Präsidenten, seinen späteren Mentor und Ziehvater.
Sein Collegestudium schloss er im Mai 1942 mit dem Titel B.A. ab.
1952 promovierte er an der Columbia University in New York City zum Ph. D., lehrte von 1953 bis 1970 an der University of Chicago und danach als Professor der Soziologie bis zu seinem Eintritt in den Ruhestand 1988 wieder an der Columbia-Universität.
Sein Schwerpunkt lag in der Organisationssoziologie, insbesondere in der Soziologie der Bürokratie, von wo aus er jedoch mit seinen Beiträgen zur Theorie des Tauschs weit in die amerikanische und europäische Soziologie hinein wirkte. Er legte ferner Beiträge zur  allgemeinen Soziologie vor, etwa zum sozialen Aufstieg.
1974 wurde Blau zum 65. Präsidenten der American Sociological Association gewählt. 1975 wurde er in die American Academy of Arts and Sciences gewählt, 1980 in die National Academy of Sciences und 1996 in die American Philosophical Society.

## Schriften (Auswahl)
- mit Richard Scott: Formal organizations. San Francisco 1962.
- Exchange and Power in Social Life. 1964. 2. Auflage: John Wiley, New York u. a. 1967.
- mit Otis Dudley Duncan: The American Occupational Structure. John Wiley & Sons, 1967, LCCN 67-019939 (englisch, Nachdruck 1978, ISBN 0-029-03670-4).
- A Formal Theory of Differentiation in Organizations. 1970.
- Inequality and Heterogeneity. A primitive theory of social structure. 1977.
- mit Joseph E. Schwartz: Crosscutting Social Circles. Testing a Macrostructural Theory of Intergroup Relations. 1984.